# Karl-Erik Alberts
Pour les articles homonymes, voir Alberts.

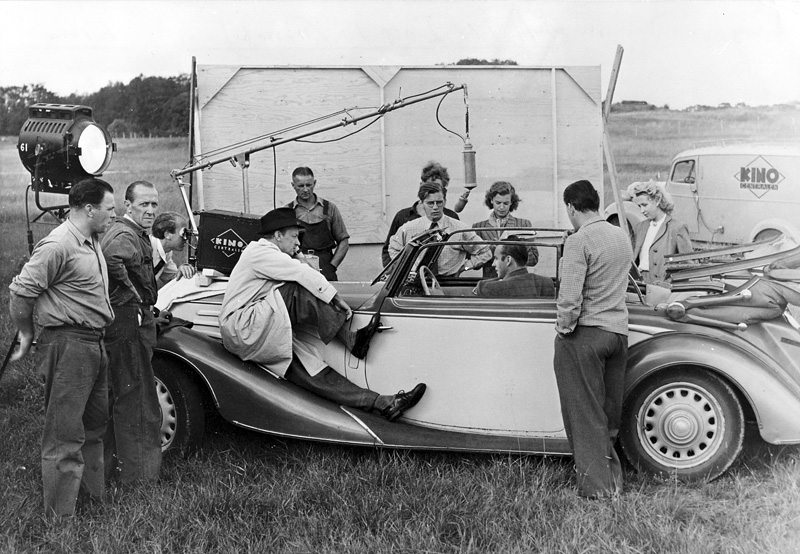
Hem från Babylon (1941) : photo de tournage, avec Karl-Eric Alberts (derrière la caméra) et le réalisateur Alf Sjöberg (en chapeau)

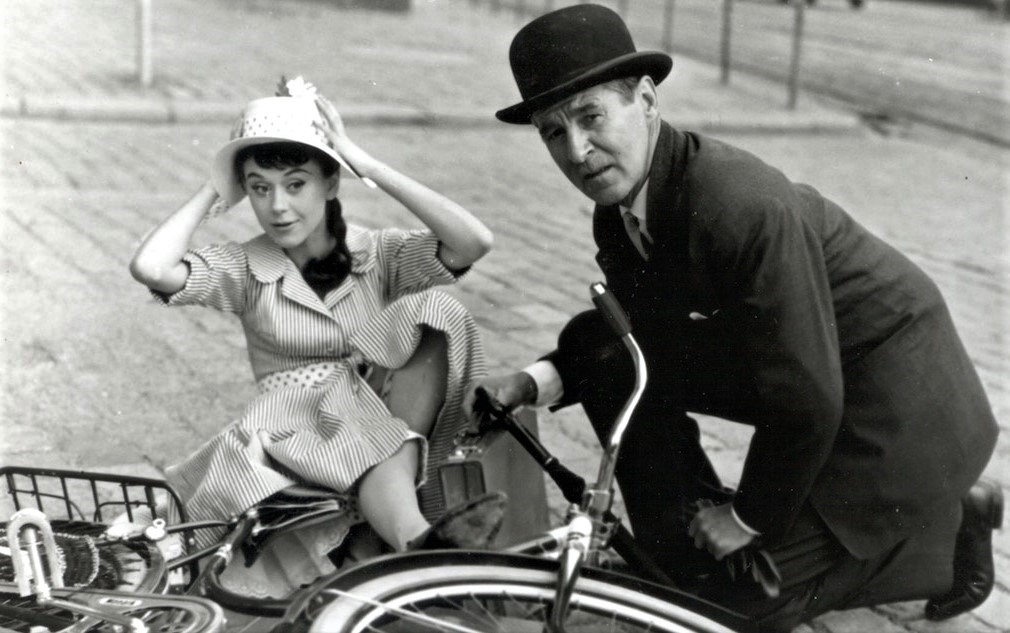
Lena Söderblom et Gunnar Björnstrand, dans Mademoiselle Avril (1958)

Karl-Erik Ingemar Alberts, né le 27 décembre 1910 à Göteborg (Suède) et mort le 2 décembre 1989 à Stockholm (Suède), est un directeur de la photographie suédois.

## Biographie
Karl-Erik Alberts débute comme chef opérateur sur Äktenskapsleken de Ragnar Hyltén-Cavallius (1935, avec Zarah Leander et Einar Axelsson). Parmi ses cinquante-quatre films suédois suivants (produits notamment par Svensk Filmindustri), mentionnons Trafic de femmes d'Arnold Sjöstrand (1947, avec Eva Dahlbeck et Gunnar Björnstrand), L'espoir fait vivre (1951, avec Ingrid Thulin et Per Oscarsson) et Mademoiselle Avril (1958, avec Lena Söderblom et Gunnar Björnstrand), ces deux derniers réalisés par Göran Gentele. L'ultime film dont il dirige les prises de vues sort en 1970.
Il est par ailleurs premier assistant opérateur sur onze films suédois des années 1930, dont Intermezzo de Gustaf Molander (1936, avec Gösta Ekman et Ingmar Bergman).
Karl-Erik Alberts meurt en 1989, à 78 ans.

## Filmographie partielle

### Directeur de la photographie
- 1935 : Äktenskapsleken de Ragnar Hyltén-Cavallius
- 1939 : Mot nya tider (en) de Sigurd Wallén
- 1941 : Nygifta (sv) de Sigurd Wallén
- 1941 : Hem från Babylon d'Alf Sjöberg
- 1942 : Doktor Glas (en) de Rune Carlsten
- 1942 : Lyckan kommer (en) d'Hasse Ekman
- 1943 : Som du vill ha mej (en) de Gösta Cederlund
- 1943 : Brödernas kvinna (en) de Gösta Cederlund
- 1944 : … och alla dessa kvinnor (sv) d'Arne Mattsson
- 1944 : Räckna de lyckliga stunderna blott (en) de Rune Carlsten
- 1944 : Appassionata (en) d'Olof Molander
- 1945 : Den allvarsamma leken (en) de Rune Carlsten
- 1945 : Maria på Kvarngården (en) d'Arne Mattsson
- 1945 : Svarta rosor (en) de Rune Carlsten
- 1946 : Onsdagsväninnan (en) d'Alice O'Fredericks et Sture Lagerwall (en)
- 1946 : Eviga länkar (sv) de Rune Carlsten
- 1947 : Trafic de femmes (Två kvinnor) d'Arnold Sjöstrand
- 1948 : Janne Vängmans bravader (sv) de Gunnar Olsson
- 1951 : L'espoir fait vivre (Leva på « Hoppet ») de Göran Gentele
- 1955 : Giftas (en) d'Anders Henrikson
- 1956 : Une maison de poupée (Ett dockhem) d'Anders Henrikson
- 1958 : Linje sex (en) de Bengt Blomgren
- 1958 : Mademoiselle Avril (Fröken April) de Göran Gentele
- 1959 : Sängkammartjuven (en) de Göran Gentele

### Premier assistant opérateur
- 1935 : Flickornas Alfred (sv) d'Edvin Adolphson
- 1936 : Intermezzo de Gustaf Molander
- 1936 : Samvetsömma Adolf (en) de Sigurd Wallén